# Glukosinoláty

Chemická struktura glukosinolátů

Glukosinoláty (také hořčičné glykosidy, thioglykosidy) jsou sirné glykosidy, organické sloučeniny které jsou sekundárními produkty rostlin k jejich ochraně proti škůdcům (jako přírodní pesticidy). Způsobují štiplavé aroma některých rostlin, nejčastěji u čeledi brukvovitých, a ve větším množství mohou způsobit zažívací potíže či otravu.

## Vznik
Glukosinoláty jsou biologicky aktivní látky syntetizované z proteinogenních i neproteinogenních aminokyselin. Obsahují síru, jejímž zdrojem bývá aminokyselina L-cystein. Podle typu postranního řetězce jich rozeznáváme přes 120 druhů.

## Funkce
Samotné glukosinoláty nemají biologické účinky, ty se projeví až po mechanickém porušení rostliny. Tehdy spojením enzymu myrosinázy (umístěné odděleně v buňkách idioblastů) s glukosinoláty (obsaženými v parenchymatických pletivech) dojde k hydrolýze při které mj. vznikají isothiokyanáty (aktivace detoxikačních enzymů) a indoly (antimutagenní a antikarcinogenní produkty). Obecně vznikají také nitrily. Jejich hlavní účinky jsou antinutriční (vážou jód), antimikrobiální, např. fungicidní a antibakteriální.

## Význam

### Pro člověka
Isothiokyanáty jsou buď ostře páchnoucí látky (hořčičná silice) nebo nepáchnoucí které zase ostře chutnají. Indoly vznikají nejvíce v čínském zelí, urychlují odbourávání hormonů estrogenů a snižují riziko rakoviny. Z určitého typu glukosinolátů štěpením vznikají thiooxazolidony, které u lidí způsobují zvětšení štítné žlázy.
Při rozkladu glukosinolátů vznikají sloučeniny které jsou podle výzkumů pokládány pro člověka za toxické (goitrogen) a mutagenní, byly proto vyšlechtěny některé druhy brukvovité zeleniny s jejich nízkým obsahem. Z novějších výzkumů naopak vyplývá, že vliv sloučenin glukosinolátů na lidské zdraví je i kladný.

### Pro zvířata
Glukosinoláty jako sirné sloučeniny se podílejí na nevábných čichových a chuťových vlastnostech krmiv, ve větším množství takového krmiva se hořkost může projevit i v mléku nebo mase zvířat. Dlouhodobý příjem takovéhoto krmiva vede ke zvýšení činnosti štítné žlázy, poškozuje játra (hepatotoxicita), ledviny a nadledviny (nefrotoxicita), může způsobit i pokles plodnosti.